# Críticas ao marxismo
Críticas ao marxismo vieram de várias ideologias políticas e disciplinas acadêmicas. Estas incluem críticas gerais sobre a falta de consistência interna, críticas relacionadas ao materialismo histórico, a necessidade de supressão dos direitos individuais, questões com a implementação do comunismo e questões econômicas como a distorção ou a ausência de sinais de preços e incentivos reduzidos. Além disso, problemas empíricos são frequentemente identificados.
A principal crítica feita ao marxismo na atualidade alega que este possui caráter simplista, seja na organização da sociedade em classes (capitalista e proletariado), seja nas diversas interpretações que Marx faz da interrelação direta entre os fatores sociais de consciência (como cultura, religião e política) e os da economia.
Segundo alguns destes críticos, as razões de caráter econômico também são insuficientes para explicar fenômenos modernos como a busca do homem pelo status, ainda que este não venha a representar qualquer vantagem econômica, ou o crescimento da cultura das celebridades. Também depõem contra as ideias de Karl Marx o resultado histórico dos diversos regimes que foram influenciados pelo ideário político-ideológico do Marxismo, como a União Soviética, o regime castrista de Cuba e as chamadas "repúblicas vermelhas" do Sudeste Asiático.

## Críticas gerais
De acordo com Leszek Kołakowski, as leis da dialética na base do marxismo são fundamentalmente imperfeitas: algumas são "truísmos sem conteúdo marxista específico", outras "dogmas filosóficos que não podem ser provados por meios científicos", outras são apenas "absurdos". Algumas "leis" marxistas são vagas e podem ser interpretadas de maneira diferente, mas essas interpretações geralmente também se enquadram em uma das categorias de falhas mencionadas anteriormente.
O economista Thomas Sowell escreveu em 1985:
| “ | O que Marx realizou foi produzir uma visão tão abrangente, dramática e fascinante que pudesse suportar inúmeras contradições empíricas, refutações lógicas e repulsões morais em seus efeitos. A visão marxista tomou a esmagadora complexidade do mundo real e fez as partes se encaixarem, de um modo que era intelectualmente estimulante e conferiu tal senso de superioridade moral que os oponentes poderiam ser simplesmente rotulados e dispensados como leprosos morais ou reacionários cegos. O marxismo foi - e continua sendo - um poderoso instrumento para a aquisição e manutenção do poder político. | ” |

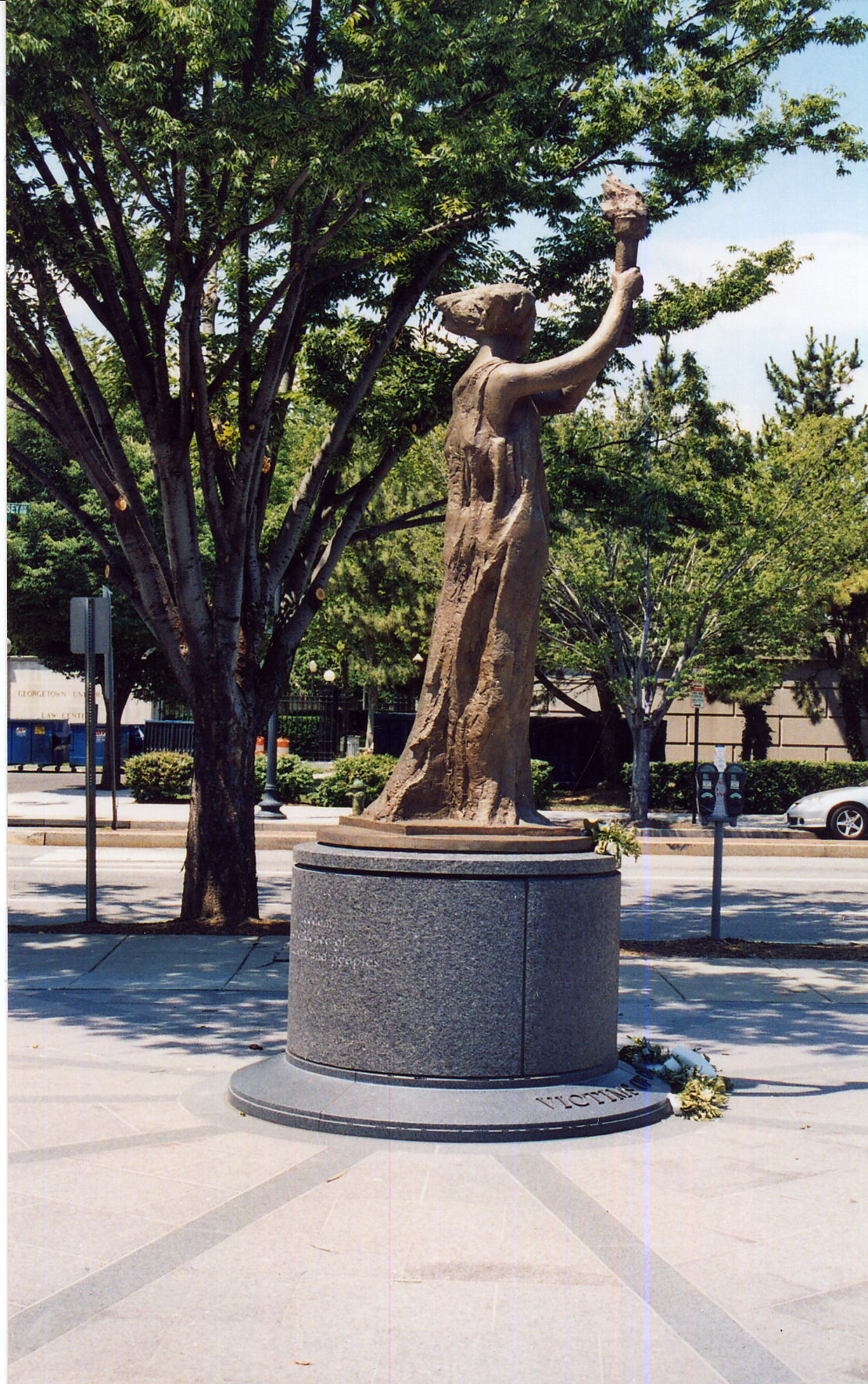
Memorial para as vítimas do comunismo, localizado em Washington (ver: Assassinatos em massa sob regimes comunistas). A estátua representa a deusa da democracia.

Vladimir Karpovich Dmitriev, no seu livro "Economic Essays on Value, Competition and Utility" escrito em 1898, Ladislaus von Bortkiewicz em duas de suas obras escrita em 1906 e 1907 e críticos subsequentes alegaram que a 'Teoria do valor-trabalho' e a lei de Karl Marx da 'Tendência da Taxa de Lucro a Cair' são internamente inconsistentes. Em outras palavras, os críticos alegam que Marx tirou conclusões que na verdade não seguem suas premissas teóricas. Uma vez que esses erros sejam corrigidos, a conclusão de Marx de que Preço Agregado e Lucro são determinados por - e igual a - Valor Agregado e Mais-valia não se aplica mais. Este resultado põe em causa a sua teoria de que a exploração dos trabalhadores é a única fonte de lucro.
Também há dúvidas de que a taxa de lucro no capitalismo tenderia a cair como Marx previu. Em 1961, Nobuo Okishio desenvolveu um teorema (o teorema de Okishio) mostrando que, se os capitalistas buscam técnicas de corte de custos e se o salário real não aumenta, a taxa de lucro deve subir.
Críticos que alegam que Marx tem sido provado inconsistente incluem economistas marxistas e / ou sraffianos antigos e atuais, como Paul Sweezy, Nobuo Okishio, Ian Steedman, John Roemer, Gary Mongiovi e David Laibman, que propõem que a teoria marxista seja fundamentada em suas versões corretas da economia marxiana e não na forma original em que Marx apresentou e desenvolveu em O Capital.
O historiador Paul Johnson escreveu: "A verdade é que mesmo a investigação mais superficial sobre o uso de evidências de Marx força a pessoa a tratar com ceticismo tudo o que ele escreveu que se baseia em dados factuais". Por exemplo, Johnson declarou: "A totalidade do capítulo VIII do livro O Capital é uma falsificação deliberada e sistemática para provar uma tese que um exame objetivo dos fatos mostrou ser insustentável".
Em A Miséria do Historicismo (1936), Karl Popper discorda de Marx quanto à história ser regida por leis que, se compreendidas, podem servir para se antecipar o futuro. Segundo Popper, a história não pode obedecer a leis e a ideia de "lei histórica" é uma contradição em si mesma. Já em A sociedade aberta e seus inimigos (1945), Popper afirma que o historicismo conduz necessariamente a uma sociedade "tribal" e "fechada", com total desprezo pelas liberdades individuais. Popper considera Marx como "não-científico" também porque sua teoria não é passível de contestação. Uma teoria científica tem que ser falseável — caso contrário, é incluída no campo das crenças ou ideologias. Resta saber, é claro, se afirmações sobre fatos históricos, necessariamente únicos, podem ser, nos termos de Popper, falseáveis.

## Supressão de direitos individuais
Alguns teóricos liberais argumentam que qualquer redistribuição de propriedade é uma forma de coerção.
Vários economistas argumentaram que um estado socialista, por sua própria natureza, corroeria os direitos de seus cidadãos. O economista americano Milton Friedman argumentou que, no socialismo, a ausência de uma economia de mercado livre levaria inevitavelmente a um regime político autoritário. A visão de Friedman também foi compartilhada por Friedrich Hayek, que ambos acreditavam que o capitalismo é uma pré-condição para a liberdade florescer em um Estado-nação.

## Implementação do comunismo
Os anarquistas sempre argumentaram que o comunismo marxista inevitavelmente levaria à coerção e ao domínio do Estado (ver: Anarquismo e Marxismo). Mikhail Bakunin acreditava que os regimes marxistas levariam ao "controle despótico da população por uma nova e não numerosa aristocracia". Mesmo que essa nova aristocracia tivesse se originado entre as fileiras do proletariado, Bakunin argumentou que seu recém-descoberto poder mudaria fundamentalmente sua visão da sociedade e, assim, os levaria a "olhar com inferioridade para as simples massas trabalhadoras".
O ativista Noam Chomsky explicou brevemente sua posição sobre o marxismo, a partir de uma diretriz ideológica de esquerda que se enquadra entre o anarquismo e o populismo:
| “ | As advertências de Bakunin sobre a burocracia vermelha que instituiria o pior de todos os governos despóticos vieram muito antes de Lênin e foram dirigidas contra os seguidores de Marx. Havia, na verdade, seguidores de muitos tipos; Anton Pannekoek, Rosa Luxemburgo, Paul Mattick e outros, e eles estavam muito longe de Lênin, e suas opiniões frequentemente convergem com elementos do anarcossindicalismo. Korsh e outros, de fato, escreveram com simpatia sobre a revolução anarquista na Espanha. Há continuidades de Marx para Lenin, mas também há continuidades para os marxistas que foram severos críticos de Lenin e do bolchevismo. O trabalho de Teodor Shanin nos últimos anos sobre as atitudes posteriores de Marx em relação à revolução camponesa também é relevante aqui. [...] O início Marx vem em grande parte do ambiente em que ele viveu, e há muitas semelhanças com o pensamento do liberalismo clássico, aspectos do Iluminismo e romantismo francês e alemão. Mais uma vez, não sou um estudante de Marx para reivindicar um julgamento autorizado. Minha impressão, no que vale a pena, é que Marx primitivo era muito mais uma figura do Iluminismo tardio, e que o Marx posterior era um ativista muito autoritário e um analista crítico do capitalismo que tinha pouco a dizer sobre alternativas socialistas. | ” |

Revendo posições anteriores sobre a ideia de reformismo ontológico, o historiador marxista Jacob Gorender afirma que o proletariado é ontologicamente, em si, reformista, e descarta uma teleologia na história, em sua obra Marxismo sem utopia (1999).

## Economia
A economia marxista tem sido criticada por várias razões. Alguns críticos apontam para a análise marxista do capitalismo, enquanto outros argumentam que o sistema econômico proposto pelo comunismo é impraticável.

### Teoria do valor-trabalho
A Teoria do valor-trabalho é um dos textos do marxismo mais comumente criticados.
A Escola Austríaca argumenta que esta teoria fundamental da economia clássica é falsa e prefere a subsequente e moderna teoria subjetiva do valor apresentada por Carl Menger em seu livro Principles of Economics. A Escola Austríaca não foi a única a criticar a crença clássica e marxista na teoria do valor-trabalho. O economista britânico Alfred Marshall atacou Marx, dizendo: "Não é verdade que a fiação de fios em uma fábrica [...] seja o produto do trabalho dos operários. É o produto de seu trabalho, juntamente com o do empregador e dos gerentes subordinados, e do capital empregado."  Marshall aponta para o capitalista sacrificando o dinheiro que ele poderia estar usando agora para investir em negócios, o que, em última análise, produz trabalho. Por essa lógica, o capitalista contribui para o trabalho e a produtividade da fábrica porque atrasa sua gratificação por meio do investimento. Através da lei da oferta e da procura, Marshall atacou a teoria marxista do valor. Segundo Marshall, preço ou valor é determinado não apenas pela oferta, mas pela demanda do consumidor. A mão de obra contribui para o custo, mas também os desejos e necessidades dos consumidores.
Segundo Ludwig von Mises em seu livro "Socialismo uma Análise Econômica e Sociológica:
| “ | A questão de saber se é possível assimilar diferentes tipos de trabalho a um denominador comum sem uma avaliação dos produtos pelo consumidor. É claro que o argumento que Marx sustenta neste ponto falhou. | ” |

### Sinais de preço distorcidos ou ausentes
O problema do cálculo econômico é uma crítica à economia socialista ou, mais precisamente, às economias planificadas socialistas centralizadas. Foi proposto pela primeira vez pelo economista da Escola Austríaca Ludwig von Mises em 1920 e posteriormente exposto por Friedrich Hayek. O problema referido é o de como distribuir os recursos racionalmente em uma economia. A solução do livre mercado é o mecanismo de preço, em que as pessoas individualmente têm a capacidade de decidir como um bem deve ser distribuído com base em sua disposição de dar dinheiro por ele. O preço transmite informações embutidas sobre a abundância de recursos, bem como sua conveniência, o que, por sua vez, permite com base em decisões consensuais dos indivíduos, correções que evitam a escassez e o excedente. Mises e Hayek argumentaram que esta é a única solução possível e, sem as informações fornecidas pelos preços de mercado, o socialismo carece de um método para alocar recursos racionalmente. O debate se alastrou nas décadas de 1920 e 1930 e esse período específico do debate passou a ser conhecido pelos historiadores econômicos como o debate do cálculo socialista. Na prática, estados socialistas como a União Soviética usaram técnicas matemáticas para determinar e estabelecer preços com resultados mistos.

### Reduz incentivos
Alguns críticos do socialismo utópico ou igualitário argumentam que a divisão da renda reduz os incentivos individuais ao trabalho e, portanto, a renda deveria ser individualizada o máximo possível. Críticos do socialismo argumentam que em qualquer sociedade em que todos detenham riqueza igual não haveria incentivo material para o trabalho porque não se receberia recompensa por um trabalho bem feito. É argumentado ainda que os incentivos aumentam a produtividade para todas as pessoas e que a perda desses efeitos levaria à estagnação. Em seu livro Princípios de Economia Política  de 1848, o influente pensador John Stuart Mill disse:
| “ | É um erro comum dos socialistas ignorar a indolência natural da humanidade; sua tendência a ser passivos, escravos do hábito, persistir indefinidamente em um curso uma vez escolhido. Deixe-os uma vez atingir qualquer estado de existência que considerem tolerável, e o perigo a ser apreendido é que daí em diante estagnarão; não se esforçarão para melhorar e, deixando suas faculdades enferrujarem, perderão até mesmo a energia necessária para preservá-las da deterioração. A competição pode não ser o melhor estímulo concebível, mas no momento é necessário, e ninguém pode prever o momento em que não será indispensável ao progresso. | ” |

O economista John Kenneth Galbraith criticou as formas comunais de socialismo que promovem o igualitarismo em termos de salários/compensações como irreais em suas suposições sobre a motivação humana:
| “ | Essa esperança, que a recompensa igualitária levaria a um nível mais alto de motivação, que se espalhou depois de Marx, foi mostrada pela história e pela experiência humana como irrelevante. Gerações de socialistas aprenderam isso com a sua decepção e, mais frequentemente, com a sua tristeza. | ” |

### Relevância
O marxismo tem sido criticado como irrelevante, com muitos economistas rejeitando seus princípios e suposições. Segundo George Stigler, "os economistas que trabalham na tradição marxista representam uma pequena minoria de economistas modernos, e que seus escritos praticamente não têm impacto sobre o trabalho profissional da maioria dos economistas nas principais universidades de língua inglesa". Robert Solow, em uma revisão da primeira edição do The New Palgrave: A Dictionary of Economics, criticou por enfatizar demais a importância do marxismo na economia moderna.
Marx foi um pensador importante e influente, e o marxismo tem sido uma doutrina com influência intelectual e prática. O fato é que, no entanto, os economistas mais sérios do idioma inglês consideram a economia marxista um beco sem saída irrelevante.
Uma pesquisa nacionalmente representativa de professores norte-americanos em 2006 revelou que 3% deles se identificam como marxistas. A parcela sobe para 5% nas humanidades e é cerca de 18% entre os cientistas sociais.

### Inconsistência
O Matemático estatístico Vladimir Karpovich Dmitriev escrevendo em 1898, e o economista estatístico Ladislaus von Bortkiewicz escrevendo em 1906-1907 e críticos subsequentes alegaram que a teoria do valor de Karl Marx e a lei da tendência da taxa de lucro a cair, são internamente inconsistentes. Em outras palavras, os críticos alegam que Marx tirou conclusões que na verdade não decorrem de suas premissas teóricas. Uma vez que esses erros são corrigidos, a conclusão de Marx de que o preço agregado e o lucro são determinados – e são iguais ao – valor agregado e mais-valia não é mais verdadeira. Este resultado põe em causa a sua teoria de que a exploração dos trabalhadores é a única fonte de lucro.
As alegações de inconsistência têm sido uma característica proeminente da economia marxista e do debate em torno dela desde a década de 1970. O economista e autor de diversos livros sobre a economia marxiana Andrew Kliman argumenta que, uma vez que teorias internamente inconsistentes não podem estar certas, isso mina a crítica à economia política de Marx e a pesquisa atual baseada nela, bem como a correção das supostas inconsistências de Marx.
Os críticos que alegaram que Marx provou ser internamente inconsistente incluem antigos e atuais economistas marxistas e sraffianos, como Paul Sweezy, Nobuo Okishio, Ian Steedman, John Roemer, Gary Mongiovi  e David Laibman, que propõem que o campo seja fundamentado em suas versões corretas da economia marxista em vez da crítica de Marx à economia política na forma original em que a apresentou e desenvolveu em O capital.
Os proponentes da interpretação temporal do sistema único (TSSI) da teoria do valor de Marx, como Kliman, afirmam que as supostas inconsistências são na verdade o resultado de má interpretação e argumentam que quando a teoria de Marx é entendida como "temporal" e "single-system", as suposta inconsistências internas desaparecem. Em um levantamento recente do debate, Kliman conclui que "as provas de inconsistência não são mais defendidas; todo o caso contra Marx foi reduzido à questão interpretativa".

## Social
A crítica social baseia-se na afirmação de que a concepção marxista de sociedade é fundamentalmente falha. As etapas marxistas fundamentadas na história, a análise de classes e a teoria da evolução cultural marxiana foram criticadas. O filosofo marxista Jean-Paul Sartre concluiu que a "classe" não era uma entidade homogênea e nunca poderia montar uma revolução, mas continuou a defender as crenças marxistas.
Segundo o Livro Reflections on a Ravaged Century do historiador britanico Robert Conquest, Marx foi incapaz de colocar a Sociedade Asiática na relação de estágios de desenvolvimento escravocrata, feudal, capitalista, socialista, e como de efeito, a sociedade asiática estava "fora de esquema". Adiante o fragmento retirado do Terceiro volume de O Capital "Nas condições da escravidão, da servidão ou do sistema de tributos (quando se consideram as comunidades primitivas), o proprietário – por conseguinte, o vendedor do produto – é o senhor de escravos, o senhor feudal ou o Estado que recebe tributos." Entende-se que a distinção entre a comunidade primitiva e a comunidade asiática é imprecisa, e seu entendimento da estrutura do modo de produção asiática insuficiente.

## Outros intelectuais

### Eric Voegelin
Eric Voegelin, em seu livro "Reflexões Autobiográficas" relata que, induzido pela onda de interesse sobre a Revolução Russa de 1917, estudou "O Capital" de Marx e foi marxista entre agosto e dezembro de 1919. Porém, durante seu curso universitário, ao estudar disciplinas de teoria econômica e história da teoria econômica aprendera o que estava errado em Marx. Voegelin afirma que Marx comete uma grave distorção ao escrever sobre Hegel. Como prova de sua afirmação cita os editores dos Frühschiften [Escritos de Juventude] de Karl Marx (Kröner, 1955), especialmente Siegfried Landshut, que dizem o seguinte sobre o estudo feito por Marx da "Filosofia do direito" de Hegel:
| “ | Ao equivocar-se deliberadamente sobre Hegel, se nos é dado falar desta maneira, Marx transforma todos os conceitos que Hegel concebeu como predicados da ideia em anunciados sobre fatos. | ” |

Para Voegelin, ao equivocar-se deliberadamente sobre Hegel, Marx pretendia sustentar uma ideologia que lhe permitisse apoiar a violência contra seres humanos afetando indignação moral e, por isso, Voegelin considera Karl Marx um mistificador deliberado. Afirma que o charlatanismo de Marx reside também na terminante recusa de dialogar com o argumento etiológico de Aristóteles. Argumenta que, embora tenha recebido uma excelente formação filosófica, Marx sabia que o problema da etiologia na existência humana era central para uma filosofia do homem e que, se quisesse destruir a humanidade do homem fazendo dele um "homem socialista", Marx precisava repelir a todo custo o argumento etiológico.
Segundo Voegelin, Marx e Engels enunciam um disparate ao iniciarem o Manifesto Comunista com a afirmação categórica de que toda a história social até o presente foi a história da luta de classes. Eles sabiam, desde o colégio, que outras lutas existiram na história, como as Guerras Médicas, as conquistas de Alexandre, o Grande, a Guerra do Peloponeso, as Guerras Púnicas e a expansão do Império Romano, as quais decididamente nada tiveram de luta de classes.
Voegelin diz que Marx levanta questões que são impossíveis de serem resolvidas pelo "homem socialista". Também alega que Marx conduz a uma realidade alternativa, a qual não tem necessariamente nenhum vínculo com a realidade objetiva do sujeito. Segundo Voeglin, quando a realidade entra em conflito com Marx, ele descarta a realidade.

### Roger Scruton

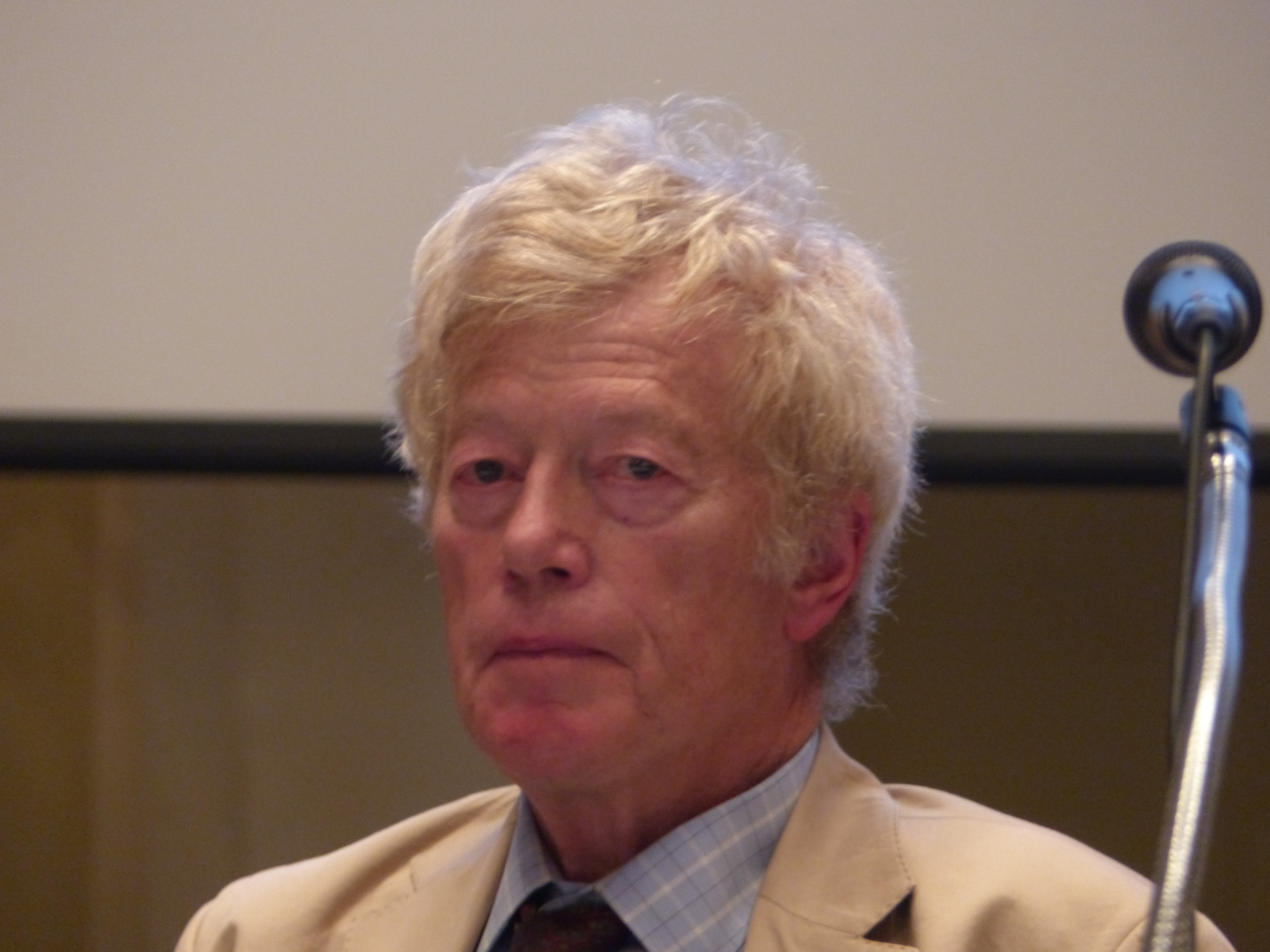
Roger Scruton em Budapeste (19 de Setembro de 2016).

Em seu livro publicado em 1985, Thinkers of the New Left, Roger Scruton defende a tese de que uma série de estudiosos (Weber, Sombart, Böhm-Bawerk, Mises, Sraffa, Popper, Hayek, Aron entre outros) já teriam refutado todas as teorias de Karl Marx (da história, valor-trabalho, alienação, luta de classes, etc.).

### José Guilherme Merquior
No âmbito brasileiro, José Guilherme Merquior foi um dos grandes críticos do marxismo. O diplomata membro da Academia Brasileira de Letras aponta que, o socialismo, em suas origens intelectuais, não era uma teoria política e sim uma teoria econômica que procurava reestruturar a indústria. O movimento foi se politizar com Karl Marx, que fundiu a crítica do liberalismo econômico com a tradição revolucionária do comunismo.
Ainda de acordo com Merquior, Marx nunca valorizou os direitos civis e chegou a condená-los, vendo neles mero instrumento de exploração de classe. O marxismo, em especial regimes comunistas, sempre refletiu esse menosprezo pelos direitos de expressão, profissão, associação, etc.

## Contra-crítica
Crítica de críticas ao marxismo são diversas. Por um lado, os marxistas têm argumentado que vários relatos falsearam metodologias marxistas por razões políticas e / ou interpretaram mal as teorias marxistas.